# 懷特陡崖
懷特陡崖是南極洲的陡崖，位於埃爾斯沃思地，屬於埃爾斯沃思山脈中赫里蒂奇嶺的一部分，全長約28公里，處於斯普萊特斯特瑟冰川和多布拉茨冰川之間。
79°29′S 85°37′W / 79.483°S 85.617°W